# Municipio de Lone Star (Dakota del Sur)
El municipio de Lone Star (en inglés: Lone Star Township) es un municipio ubicado en el condado de Tripp en el estado estadounidense de Dakota del Sur. En el año 2010 tenía una población de 28 habitantes y una densidad poblacional de 0,3 personas por km².

## Geografía
El municipio de Lone Star se encuentra ubicado en las coordenadas 43°38′30″N 99°48′51″O / 43.64167, -99.81417. Según la Oficina del Censo de los Estados Unidos, el municipio tiene una superficie total de 92.94 km², de la cual 92,48 km² corresponden a tierra firme y (0,49 %) 0,46 km² es agua.

## Demografía
Según el censo de 2010, había 28 personas residiendo en el municipio de Lone Star. La densidad de población era de 0,3 hab./km². De los 28 habitantes, el municipio de Lone Star estaba compuesto por el 100 % blancos. Del total de la población el 0 % eran hispanos o latinos de cualquier raza.